# All Beauty is Sad
All Beauty Is Sad е името на първия албум на германската готик група Ophelia's Dream. Излиза през 1997 г. Албумът е меланхоличен, емоционален и спокоен. Повлиян е силно от бароковата мзуика.
Въпреки че това е дебютният им албум, композициите са силни. Определят песента „Mystère“ като най-добрата по отношение на вокалното майсторство песен на Ophelia's Dream. Фолклорната песен „Saltarello“ представлява адаптация по танца Салтарело.
Вокалите са на оперната певица Юлия Тидйе (мецо-сопрано), а аранжимента и текста – на Дитмар Грьолих.

## Песни
- 1. Rise
- 2. Mystère
- 3. Réflexions
- 4. Piece For Solo Oboe
- 5. Tears
- 6. Arabesque
- 7. Sophia's Prayer
- 8. Saltarello
- 9. Sophia's Reprise
- 10. A Fragment
- 11. Dreams
- 12. Fairy-Dance
- 13. Fall

## Специално издание
Специалното издание представлява сборен диск от предните два албума на групата – All Beauty is Sad (1997) и Stabat mater (2000), като са включени демо версии на две от песните от първия албум.

### Песни
- 1. Rise
- 2. Mystère
- 3. Réflexions
- 4. Piece For Solo Oboe
- 5. Tears
- 6. Arabesque
- 7. Sophia's Prayer
- 8. Saltarello
- 9. Sophia's Reprise
- 10. A Fragment
- 11. Dreams
- 12. Fairy-Dance
- 13. Fall
- 14. Stabat Mater Dolorosa
- 15. Cuius Animam Gementem (Interlude)
- 16. O Quam Tristis Et Afflicta
- 17. Quae Moerebat Et Dolebat (Interlude)
- 18. Quis Est Homo, Qui Non Fleret
- 19. Vidit Suum Dulcem Natum
- 20. Fac, Ut Ardeat Cor Meum
- 21. Quando Corpus Morietur
- 22. Fac, Ut Ardeat Cor Meum (версия с пиано)
- 23. Arabesque (демо версия)
- 24. Saltarello (демо версия)